# Alps Tour
Die Alps Tour ist eine Turnierserie der dritten Leistungsebene für Berufsgolfer, die von den nationalen Golfverbänden von Frankreich, Italien, Österreich, der Schweiz und Marokko unterstützt und anerkannt wird. Sie ist ein Bestandteil der Satellite Tour, zu der neben der Alps Tour auch die Pro Golf Tour, die Nordic League und die PGA Europro Tour zählen.
Die ehemals als „Third Level Tours“ bezeichneten Turnierserien haben sich im April 2006 zur Satellite Tour zusammengeschlossen.
In der Saison 2007 werden die Alps Tour Events in den Ländern der fünf Verbände abgehalten. Es gibt 2007 etwa 22 Turniere mit einem Preisgeld von rund 1 Mio. €. Ein Großteil des Spielerfeldes kommt aus den teilnehmenden Ländern. Die ersten 5 der Tourwertung bekommen eine eingeschränkte Spielberechtigung für die Challenge Tour und auch Startplätze für die zweite Stufe (Stage 2) der 3-stufigen Qualifying School, wobei auch ein gewisses Kontingent für einige weitere, unmittelbar dahinter klassierte Spieler  für die Stage 2 bereitgehalten wird. Da diese Anzahl variieren kann, wird hier bewusst auf genaue Angaben verzichtet und auf den offiziellen Webauftritt der Alps Tour verwiesen.